# Atractus snethlageae
Atractus snethlageae — вид змій родини полозових (Colubridae). Мешкає в Південній Америці. Вид названий на честь німецької орнітологині Марії Емілії Снетляге.

## Поширення і екологія
Atractus snethlageae мешкають в Бразильській Амазонії, на сході Колумбії, Еквадору і Перу, на півночі Болівії і в Аргентині. Вони живуть у вологих рівнинних тропічних лісах. Живляться дощовими черв'яками.